# Spyro: Year of the Dragon
Spyro: Year of the Dragon é um jogo de plataforma desenvolvido pela Insomniac Games e publicado pela Sony Computer Entertainment para o PlayStation. O jogo foi lançado na América do Norte em 11 de outubro de 2000, no Reino Unido em 25 de outubro de 2000 e no resto da Europa em 10 de novembro de 2000. Year of the Dragon é o terceiro jogo da série Spyro the Dragon e o último jogo para PlayStation. Foi também o último jogo da série Spyro a ser produzido pela Insomniac Games.
Em Year of The Dragon, o titular dragão roxo chamado Spyro viaja para o mundo de "Forgotten Realms", onde 150 ovos de dragões mágicos foram roubados da Terra dos Dragões por uma feiticeira perversa. O jogador viaja através de trinta e sete níveis diferentes, recolhendo diamantes e ovos. Year of the Dragon introduziu novos personagens e alguns mini-games para a série, bem como oferece gráficos melhorados e mais músicas.
Após a liberação, o jogo vendeu mais de dois milhões de unidades nos Estados Unidos, e recebeu críticas positivas, com comentários bem construídos sobre a bem sucedida fórmula de seus antecessores, acrescentando mais jogos e expansivos ambientes. Year of the Dragon é um dos primeiros vinte jogos para o PlayStation mais altos de todos os tempos.

## Jogabilidade
A jogabilidade de Year of the Dragon é um pouco diferente dos jogos anteriores. O principal objetivo do jogo é recolher ovos de dragões mágicos, que estão espalhados em todos os 37 níveis. Estes ovos estão escondidos, ou são dados como recompensas ao concluir determinadas tarefas ou níveis. Para avançar para um próximo mundo, o personagem deve concluir cinco níveis, recolher um determinado número de ovos, e derrotar um chefe. Os jogadores não precisam reunir todos os ovos para completar a parcela principal do jogo ou ganhar acesso a novos níveis. Diamantes estão espalhados por todos os níveis, soltos ou escondidos em caixas e frascos. Estas pedras são usadas para subornar a libertação dos personagens capturados, e, juntamente com o número de ovos recolhidos, contar com o total percentual do jogo.
Na maior parte do jogo, o jogador controla o dragão Spyro. A saúde de Spyro é medida através de sua companheira, uma libélula chamada Sparx; Sparx muda de cor a medida que Spyro sofre danos e depois desaparece totalmente. Se o jogador não tem Sparx, então o próximo dano fará com que o jogador perca uma vida e reinicie no último check point. Para regenerar Sparx, existem insetos de pequeno porte, conhecido como "forragens", que podem ser consumidos (podem ser encontrados dentro de garrafas de vidro ou quando se derrotam os inimigos especiais). Spyro tem várias habilidades, como lançar fogo, natação e mergulho, deslizamento, vôo e a cabeçada, que ele pode usar para combater uma variedade de inimigos; a maioria deles são criaturas chamadas "Rhynocs". Alguns inimigos são vulneráveis a certos movimentos. Spyro pode ser executado por Power-ups, que lhe dão habilidades especiais por um período limitado.
Year of The Dragon introduziu personagens jogáveis diferentes de Spyro, conhecidos como "critters", que são progressivamente desbloqueados quando o jogador avança através do jogo. Para utilizar esses personagens, Spyro deverá pagar um determinado número de pedras preciosas para um personagem chamado Moneybags e, posteriormente, o jogador joga como o personagem em seções especialmente acentuada dos níveis. Cada terra natal caracteriza um mundo, que é jogado totalmente por um personagem não-Spyro. Há um total de sete personagens jogáveis, que todos têm os seus próprios movimentos especiais e habilidades. Sheila o Canguru, por exemplo, pode dar um salto duplo, enquanto Sargento Bird está armado com lança-foguetes e pode voar indefinidamente.
Year of the Dragon apresenta um vasto conjunto de Minigames, que são cindido em zonas de menor nível. Alguns dos Minigames foram apresentados em Spyro 2: Ripto's Rage! e foram posteriormente expandidos para Year of the Dragon enquanto outros são completamente novos, feitos especialmente para o jogo. Estes Minigames são jogados por Spyro ou pelos outros personagens jogáveis, e incluem desafios em esportes como skate, boxe, corridas e hóquei, bem como quebra-cabeças, desafios e enigmas. Todos os Minigames recompensam o jogador com um ovo para concluir com sucesso os mundos.

## Sinopse

### Personagens
Spyro the Dragon é assistido por muitos personagens no decorrer do jogo. Spyro é o protagonista do jogo, e possui como auxiliar a sua libélula Sparx. Sparx funciona como o medidor de saúde de Spyro. Sparx é um personagem jogável em determinados níveis. Também é ajudante de Spyro, Hunter, que ensina ao jogador a mecânica do jogo e é um personagem jogável em alguns níveis especiais de corrida. Quatro outros personagens jogáveis são liberados de Moneybags durante o jogo, que incluem Sheila o Canguru, Sargento Byrd o pinguim, Bentley o Yeti, e Agent 9 o macaco. O principal vilão do jogo é Sorceress, uma feiticeira dinopotama (espécie de dinossauro) que quer regras sobre Forgotten Realms com suas forças. A auxiliar e aprendiz de Sorceress é Bianca, que tenta impedir Spyro de sua missão, mas na metade do jogo ela se alia a Spyro. A fada Zoe, também está presente dando informações a Spyro e servindo como Check Point. Sorceress também conta com Buzz, Spike e Scorch, criaturas que foram transformadas por ela em chefes do jogo.

### Enredo
O jogo começa com uma festa na Terra dos Dragões, onde Spyro e seus parentes estão celebrando o "Ano do Dragão", um evento que ocorre a cada doze anos, quando novos ovos de dragões são trazidos para o reino. Durante a comemoração, no entanto, uma menina coelha camuflada, chamada Bianca, invade a Terra dos Dragões, juntamente com um exército de criaturas chamadas Rhynocs e rouba todos os ovos de Dragões, trazendo-os de volta para Sorceress, que dispensa-os ao longo de vários mundos. O reino está dividido em quatro mundos, todos eles nomeadas com uma hora do dia, e alguns tipos de  geografia; Sunrise Springs (Primavera ao Amanhecer), Midday Gardens (Jardim do Meio-Dia), Evening Lake (Lago da Noite), e Midnight Mountain (Montanha da Meia-Noite). Spyro, juntamente com Sparx e Hunter, têm revelado um buraco para encontrar os ladrões e recuperar os ovos de Dragões.
Enquanto persegue o ladrão, Spyro descobre um mundo habitado por dragões, mas muito abandonado e esquecido. Este reino é regido por Sorceress e seu exército de Rhynocs; criaturas parecidas com rinocerontes. Spyro aprende com uma habitante, Sheila, que, quando os dragões deixaram o reino, a magia do mundo começou a secar. Spyro viaja através do mundo, com a aquisição de ajuda da população local e resgatam os ovos de dragões. É revelado que Sorceress não está buscando os bebês dragões em si, mas apenas as suas asas para inventar um feitiço que pode conceder a sua imortalidade. Quando Bianca descobre isso, ela se sente triste pelos bebês dragões. Spyro eventualmente briga e derrota Sorceress, e celebrações ocorrem em todo o reino.
Sorceress sobrevive a sua batalha anterior com Spyro e aguarda por ele com o último dos ovos. Spyro e Sorceress batalham novamente, quando ela é finalmente derrotada; Spyro leva os bebês e todos os dragões para a Terra dos Dragões.

## Desenvolvimento
Year of the Dragon precisou cerca de dez meses e meio, a partir de novembro de 1999, para ser feito. A equipe de desenvolvimento foi influenciada por uma série de outros jogos, incluindo Doom e Crash Bandicoot. Os níveis foram feitos para serem muito maior do que aqueles de Spyro 2, de modo que mais áreas de Mini-games foram acrescentadas, para evitar confusão para aonde o jogador deve ir. Essas áreas foram projetadas para carregarem separadamente das dos principais pólos. A produção afirmou que a adição de novos persoangens era uma forma de tornar o jogo mais agradável e variado, ao invés de apenas acrescentar mais  deslocamentos para Spyro. O jogo foi nomeado como "Ano do Dragão" (Year of the Dragon, em inglês) simplesmente porque foi liberado durante o ano 2000, o ano do Dragão, no Zodíaco chinês.
Em antevisões e publicações, tais como IGN e GameSpot nota-se que os gráficos foram melhorados, e que havia muitos novos personagens e locais. Os novos Mini-games foram inspecionadas, e ofereceram complexidade suficiente para fazer o backup da simples jogabilidade. Em uma entrevista com o GameSpot, Ted Price afirmou que a ênfase para o título foi sobre os novos personagens, mas que Spyro não seria deixado para trás na história. Year of the Dragon também foi protegido contra cópias. Isso ajudou a evitar hackers para o jogo, até dois meses após a liberação. Esse proteção gerou, aos jogos copiados, bugs (defeitos, erros), que impedem o jogador de conseguir "fechar" o jogo.
Apesar da resposta positiva do jogo, Year of the Dragon foi promotor e a Insomniac Games pronunciou que esse seria o último jogo da série. Em uma entrevista a CEO, Ted Price disse que a empresa deixou de produzir os jogos porque não podia fazer nada com o novo personagem, e que, após cinco anos de desenvolvimento em uma única série a equipe queria fazer algo diferente. Futuros jogos de Spyro foram produzidos, por outros desenvolvedores, como a Equinox Entretenimento Digital, Eurocom, e Krome Studios.

## Recepção
Após a estreia, Year of the Dragon recebeu críticas positivas, com o jogo que recebe uma classificação média de 91% no Ranking de Games, e uma pontuação baseada nas quinze opiniões de Metacritic. De acordo com o Ranking de Games, Year of the Dragon é o décimo quarto jogo mais popular do PlayStation de todos os tempos. O jogo vendeu mais de dois milhões de unidades nos Estados Unidos.
Nota-se que, embora Year of the Dragon não fez mudanças significativas para a fórmula de seus antecessores, a combinação de novos personagens jogáveis, gráficos mais detalhados, e à variedade de Minigames fez o jogo valer a pena de comprar. A IGN elogiou o recurso de jogo para todas as idades e os níveis polidos.